# 경락서원
경락서원(景洛書院)은 대한민국 경상북도 구미시에 위치한 조선 시대의 서원이다. 1807년에 창건되었으며, 오식(吳湜), 강거민(康居敏) 황기로(黃耆老), 황필(黃㻶)을 제향하고 있다.